# Edin Ibrahimović (Fußballspieler)
Edin Ibrahimović (* 16. August 1991) ist ein österreichischer Fußballspieler.

## Sportliche Laufbahn
Nach seinem zehnten Geburtstag wurde Ibrahimović im November 2001 im Nachwuchsbereich der SV Ried angemeldet. 2010 wurde er in den Kader der zweiten Mannschaft für die oberösterreichische Landesliga berufen und war bis zur Saison 2012/13 für diese aktiv. Nachdem er bereits in der Spielzeit 2011/12 torgefährlich in Erscheinung getreten war und auch bereits zu Beginn der Saison 2012/13 einige Torerfolge beisteuern hatte können, kam er bald darauf zu seinem Debüt im Profikader.
Im Sommer 2012 wurde er in den Kader der ersten Mannschaft geholt. Sein Debüt in der höchsten österreichischen Spielklasse gab der Bosnier am 6. Oktober 2012 gegen den Wolfsberger AC in der Lavanttal-Arena. Der Stürmer wurde von Trainer Heinz Fuchsbichler in der 83. Minute für Robert Zulj eingewechselt. Das Spiel wurde 5:2 gewonnen. Im Sommer 2013 wechselte er zur Union Vöcklamarkt, wo er in den folgenden eineinhalb Jahren in der drittklassigen Regionalliga Mitte aktiv war. Danach wechselte er in der Winterpause 2014/15 zum Ligakonkurrenten Union St. Florian und von hier im Sommer 2015 zum ebenfalls in der Regionalliga Mitte vertretenen ATSV Stadl-Paura. Nach einer Saison in Stadl-Paura schloss er sich im Sommer 2016 dem oberösterreichischen Landesligisten SV Wallern an und ist heute (Stand: Mai 2021) noch immer für diesen aktiv.